# Georg Humann

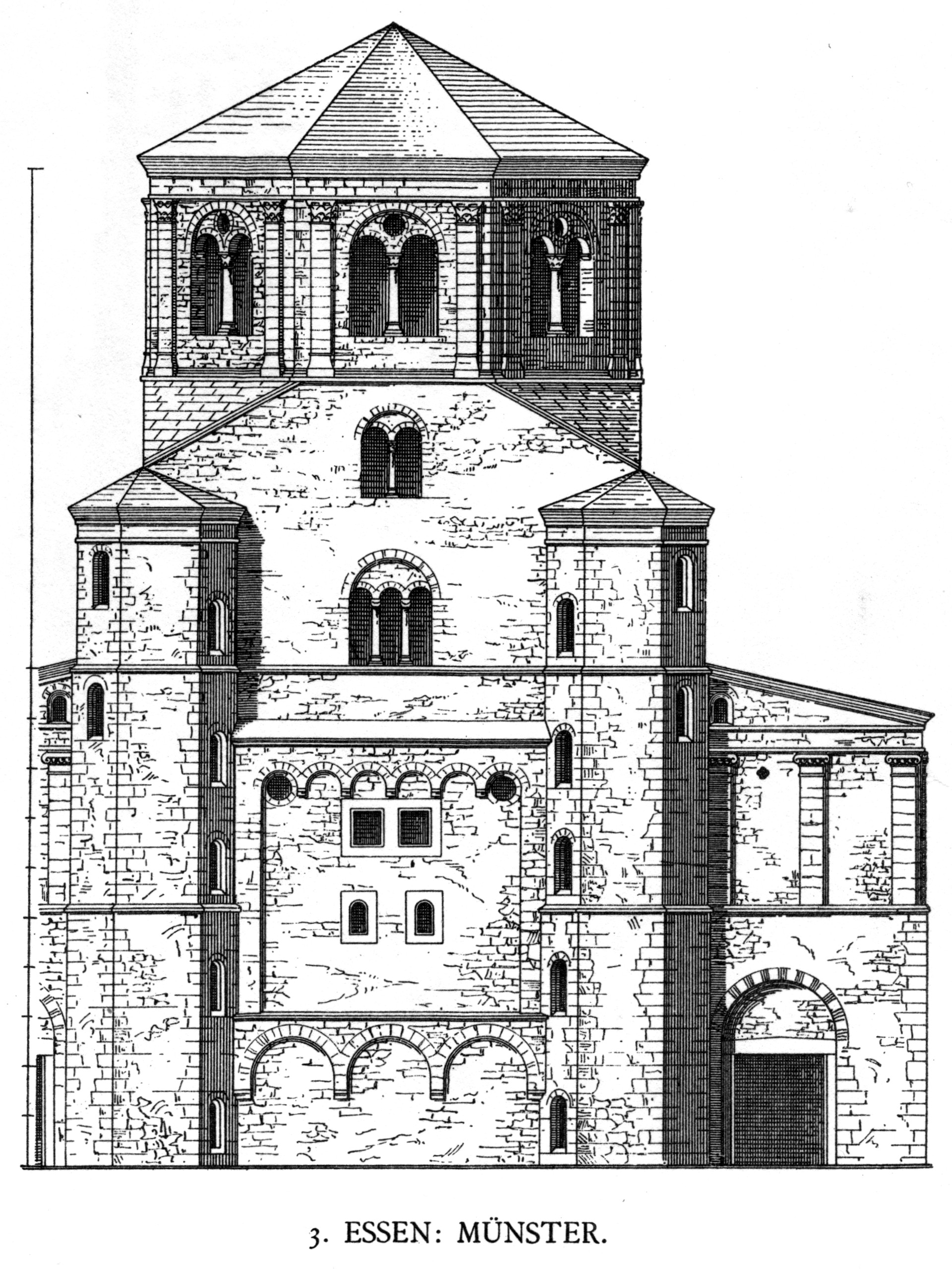
Architekturzeichnung des Essener Münsters, gezeichnet von Georg Humann und von Georg Dehio verwendet

Georg Humann (* 8. Dezember 1847 in Rellinghausen (heute ein Stadtteil von Essen); † 18. Januar 1932 in Aachen) war ein deutscher Kunsthistoriker.

## Leben
Humann stammte aus einer alteingesessenen Essener Familie, sein Vater war Rentmeister der zu Schloss Schellenberg gehörenden Besitztümer. Humann studierte wie sein bekannterer Vetter Carl Humann, der Entdecker des Pergamonaltars, Architektur. Er besuchte von 1873 bis 1876 die Polytechnische Schule Hannover, wo er Mitglied in der KV-Verbindung AV Gothia wurde. Krankheitsbedingt musste er sein Studium 1876 aufgeben. Nach dem Studium ließ er sich in Essen nieder, wo er das Haus seiner Vorfahren mütterlicherseits bewohnte. Aus gesundheitlichen Gründen konnte er nicht als Architekt tätig sein.
Humann beschäftigte sich intensiv mit dem Münsterschatz und dem Essener Münster, angeregt durch die ab 1880 erfolgende Gotisierung der Münsterkirche. Humann vertrat dabei andere Ansichten als der verantwortliche Architekt Peter Zindel, dessen Pläne auch eine Gotisierung des Westwerks vorsahen. Humann setzte sich durch, indem er den preußischen Konservator Heinrich von Dehn-Rotfelser einschaltete. Aus der Beschäftigung mit dem Münster und dessen Schätzen entstanden Humanns Schriften, die von den Zeitgenossen hoch geschätzt wurden, so übernahm Georg Dehio für die das Essener Münster betreffenden Abschnitte seines Handbuchs der deutschen Kunstdenkmäler Zeichnungen von Humann.
Humann erhielt für seine Forschungen 1908 die Ehrendoktorwürde der Königlichen Theologischen und Philosophischen Akademie Münster und die Ehrenmitgliedschaft der Essener Geschichtsfreunde. Nachdem sein Haus in Essen 1897 aufgrund einer Erbauseinandersetzung verkauft werden musste, siedelte Humann nach Aachen über, wo er seit 1900 im Vincenzstift lebte und 1932 verstarb.
Seine Privatbibliothek mit circa 300 Einzelbänden zur Kunstgeschichte sowie eigenen Werken vermachte Humann nach seinem Tod der Stadtbibliothek Aachen.

## Heutige Einschätzung
Viele von Georg Humanns kunsthistorischen Erkenntnisse sind von neuerer Forschung überholt, dennoch werden seine Werke noch heute herangezogen, da Humann sehr präzise beobachtete, beschrieb und vor allem zeichnete. Seine Werke ermöglichen daher in vielen Fällen einen Vergleich des heutigen Zustands mit dem vor dem Ersten Weltkrieg. Die Frühdatierung des Essener Westwerks, die Humann 1890 aufgrund von Stilvergleichen vornahm, und die zwischenzeitlich als widerlegt galt, wurde mit weiteren Argumenten von der jüngeren Forschung wieder aufgenommen.
Bleibendes Verdienst hat Humanns Einschreiten zugunsten der ottonischen Gestalt des Essener Westbaus wie auch seine Entdeckung bei der Untersuchung der Goldenen Madonna während der Arbeiten zu seinem Buch über den Domschatz, dass diese wertvolle Holzfigur im Inneren von Schädlingen befallen war. Ohne die daraufhin erfolgte Restaurierung wäre die Figur inzwischen zerstört.

## Schriften (Auswahl)
- Die Restauration kirchlicher Bauwerke. Essen 1880.
- Der Westbau des Münsters zu Essen. Essen 1890; urn:nbn:de:hbz:061:1-231687.
- Die ältesten Bautheile des Münsters zu Essen. Bonn 1892.
- Die ehemaligen Abteigebäude zu Essen. Essen 1894.
- Zur Beurteilung mittelalterlicher Kunstwerke in Bezug auf ihre zeitliche und örtliche Entstehung. In: Repertorium für Kunstwissenschaft, 1902, 25, S. 9–40.
- Die Kunstwerke der Münsterkirche zu Essen. Düsseldorf 1904.
- Die Beziehungen der Handschriftornamentik zur romanischen Baukunst. Heitz, Straßburg 1907.
- Zur Geschichte der karolingischen Baukunst. Teil I. Heitz, Straßburg 1909. Teil II. Heitz, Straßburg 1911.
- Die Baukunst unter Bischof Meinwerk von Paderborn. Aachen 1918; urn:nbn:de:hbz:466:1-14434.
- Karolingisch-frühromanische Baukunst in Essen. Aachen 1924.
- Stützenwechsel in der romanischen Baukunst insbesondere bei Kreuzgängen und Zwerggalerien. Heitz, Straßburg 1925.
- Die Beziehungen der Handschriftornamentik zur romanischen Baukunst. Heitz, Straßburg 1927.